# No no darlin'
「no no darlin'」（ノー・ノー・ダーリン）は、CHAGE&ASKA（現：CHAGE and ASKA）の楽曲。自身の30作目のシングルとして、ポニーキャニオンから1992年10月10日に発売された。

## 背景・リリース
1992年7月からアルバム『GUYS』のレコーディングが始められ、制作している時に先行シングルとして発売するのは「GUYS」が候補として挙げられていた。しかし、スタッフやその場のアーティスト達と会話して評判が良かった「no no darlin'」をシングルとして発売する意見が一致したことで発売された:140-166。本作に収録されている2曲のレコーディングは『GUYS』のレコーディングと並行で行われている:164-166,171。
本作は自身の単行本『10年の複雑（上）』『10年の複雑（下）』と同時発売された。

## チャート成績・批評
オリコンによる累計売上枚数は67.5万枚を記録している。
ASKAは「GUYS」でなく「no no darlin'」を先行シングルの表題曲にした理由として、「作品が出来上がるにつれて、売れる、売れないではなく皆がいいなと思うものをシングルにしたいっていう気持ちに思えたことが要因」と公言している。
レミオロメンの藤巻亮太が初めて買ったCDは本作である。

## 収録曲
| #         | タイトル                                   | 作詞               | 作曲      | 編曲                | 時間  |
| --------- | ------------------------------------------ | ------------------ | --------- | ------------------- | ----- |
| 1.        | 「no no darlin'」                          | 飛鳥涼             | 飛鳥涼    | 飛鳥涼、Jess Bailey | 5:09  |
| 2.        | 「今日は…こんなに元気です」                | 飛鳥涼、青木せい子 | CHAGE     | 村上啓介            | 4:52  |
| 3.        | 「no no darlin' （オリジナル・カラオケ）」 |                    | 飛鳥涼    | 飛鳥涼、Jess Bailey | 5:06  |
| 合計時間: | 合計時間:                                  | 合計時間:          | 合計時間: | 合計時間:           | 15:07 |

## 楽曲解説
1. no no darlin'
SUBARU「インプレッサ」「ヴィヴィオ」CMソング。
テーマは「男性の愛の気負いを、女性がさとす」である[2]。ASKAは詞を書いている際に、太田裕美の「木綿のハンカチーフ」を想い出したと語っている[8]。
サビでは主旋律をCHAGE（現：Chage）や女性を含むバックコーラスが歌い、ASKAはそこにフェイクをかぶせて歌っている[9]。この女性は当時CHAGE&ASKAのディレクターを担当していた佐多美保であり、担当していた他のアーティストのガイドボーカルの経験があることや彼女の声が楽曲のイメージどおりであることから、ASKAとCHAGE&ASKAのプロデューサーの山里剛によって指名された[2][3]:141,162-166[10]。
アルバム『GUYS』を制作している時に付けられていた仮タイトルは「M-4」であった[3]:156。
『GUYS』に収録される際は、終盤にサビが繰り返される場面においてシングル盤よりもサビ約1回分長いバージョンが収録されている。
2. 今日は…こんなに元気です
CHAGEとASKA出演の国内信販「KCカード」CMソング。日本航空 CMソング。
渋谷スクランブル交差点をイメージして、ドラマ仕立てに作られた曲。制作当初の仮タイトルは「SHIBUYA」だった[6]。CHAGEはロンドンでの時差ボケや精神状態が不安定だったことでレコーディングの歌入れに苦戦していた[3]:171-178。
CHAGEは制作の段階でASKAのイメージがあるということで、ASKAにメインボーカルをお願いしている[3]:171。そのため、Aメロ・サビをASKAがメインボーカルで歌い、BメロをCHAGEがメインボーカルで歌っている。曲の中盤ではASKAのセリフが入っている。2002年発売のセルフカバー・アルバム『STAMP』では、すべてCHAGEがメインボーカルで歌っている[注 2]。
3. no no darlin' （オリジナル・カラオケ）

## 参加ミュージシャン
no no darlin'
- Drums:Neil Conti
- E.Bass:Mark Smith
- Piano & Synthesizer:Jess Bailey
- E.Guitar:Clem Clemson
- Chorus:佐多美保

今日は…こんなに元気です
- Piano:Jess Bailey
- E.Guitar:村上啓介
- Synth Sound Designer:森達彦、土岐幸男

## 収録アルバム
国内盤
- GUYS (#1,#2)※#1はアルバム・ヴァージョン
- Yin&Yang (#2)
- SUPER BEST BOX SINGLE HISTORY 1979-1994 AND Snow Mail (#1)※アルバム・ヴァージョン
- CHAGE&ASKA VERY BEST ROLL OVER 20TH (#1)

海外盤
- 倆心知〜原創紀念歌集 (#1)
- Singles - The European Collection (#1)
- GREATEST HITS (#1)※アルバム・ヴァージョン
- 倆角形 Duet Angle 20th anniversary (#2)
- THE BEST (#1)
- Asian Communications Best (#1)

## カバー作品
no no darlin'
- 14カラット・ソウル（14 Karat Soul） （1994年、カバー・アルバム『TRANSPACIFIC』）